# La Peau et les Os (roman)
Pour les articles homonymes, voir La Peau et les Os.
La Peau et les Os est un roman de Georges Hyvernaud paru en 1949 aux Éditions du Scorpion.
Premier ouvrage de l'auteur, il est mal accueilli par la critique et ne rencontre pas de public à sa sortie. Il avait pourtant été soutenu par Les Temps modernes de Jean-Paul Sartre.

## Résumé
Récit autobiographique sur la captivité, La Peau et les Os s'ouvre sur le retour du personnage principal d'un oflag de Poméranie, à travers un repas de famille. Progressivement, le récit se centre sur la captivité passée du héros, à travers la souffrance, la privation, et surtout la cohabitation au sein d'un camp de prisonniers. L'ouvrage se conclut avec l'histoire tragique d'un jeune homme fusillé par les Allemands, avec qui le personnage principal a correspondu.

## Analyse
Au-delà d'un simple récit d'ancien prisonnier, Georges Hyvernaud brosse un portrait sombre de ses compagnons d'enfermement. Il s'attaque tout au long du livre aux codes sociaux qu'il exècre, et souligne l'absurdité de la guerre. 
L'écriture, tranchante et rythmée, a en partie motivé l'adaptation en musique de l’œuvre par Serge Teyssot-Gay, On croit qu'on en est sorti.